# Нагоя (порт)
Нагоя (яп. 名古屋港 нагоя-ко:) — крупнейший порт Японии в заливе Исе на юго-восточном побережье озера Хонсю. Акватория порта более 21 км², прикрыта волноломом длиной 7,6 км, обеспечивает стоянку в порту до 290 судов грузоподъёмностью до 65 тыс. т. В порту имеется более 70 причалов общего пользования, в которые входят контейнерный причал для приема контейнеровозов и обработки контейнеров, паромный и нефтяной терминалы, а также грузовые районы. Кроме того, в морском порту Нагоя находится до 160 причалов, принадлежащих частным компаниям. Общая длина причального фронта 38 км с глубиной до 13 м. Причалы имеют современно оборудование для погрузки и разгрузки морских грузов.

## Перевозки
Основные статьи импорта — лес и лесоматериалы, нефть, уголь, чугунный лом, зерно, хлопок, шерсть; экспорта — автомобили, промышленное оборудование и металлоизделия. Суммарный оборот морских грузоперевозок порта Нагоя составляет 119 млн. т, судопоток — в ср. 57,5 тыс. судов в год. Судоремонтные предприятия с 2 сухими доками и стапелями обеспечивают строительство крупнотоннажных судов и ремонт кораблей до крейсеров включительно.